# Slade-JAP
Slade-JAP is een historisch merk van motorfietsen.
De bedrijfsnaam was: Whittle’s Motors, Longsight, Manchester.
Slade-JAP was een Engels merk dat eenvoudige motorfietsen met 292- en 346cc-JAP-zijklepmotor produceerde. Het eerste model verscheen in 1921. Het was een tamelijk eenvoudige machine die nog riemaandrijving had en de slogan "Order at once to beat the rush" (bestel meteen om de drukte voor te zijn) was dan ook wat overdreven. In 1922 verdween het merk alweer van de markt. 